# Марискаль-Рамон-Кастилья
Марискаль-Рамон-Кастилья (исп. Provincia de Mariscal Ramón Castilla) — одна из 7 провинций перуанского региона Лорето. Площадь составляет 37 413 км², население на 2007 год — 54 829 человек. Плотность населения — 1,47 чел/км². Столица — город Кабальокоча.
Территория провинции представляет собой плоскую равнину, покрытую амазонской сельвой. Граничит с Колумбией (на востоке), Бразилией (на юге), провинциями Майнас (на севере) и Рекена (на юго-западе).

## История
Провинция была создана 18 октября 1979 года.

## Административное деление
В административном отношении делится на 4 района:
- Рамон-Кастилья
- Пебас
- Явари
- Сан-Пабло